# 1-я дивизия тяжёлой кавалерии (Первая империя)
1-я дивизия тяжёлой кавалерии (фр. 1er division de grosse cavalerie), иногда также 1-я кирасирская дивизия (фр. 1er division de cuirassiers) — кавалерийская дивизия Франции периода наполеоновских войн.

## История дивизии

### Формирование дивизии
Дивизия была сформирована Императором 7 июня 1805 года. Командование дивизией было возложено на генерала Нансути. 24 августа структура дивизии была окончательно оформлена, и включала в себя оба карабинерских полка французской армии и 4 кирасирских полка (2-й, 3-й, 9-й и 12-й), при поддержке 3-х 8-фунтовых пушек и одной гаубицы. Также дивизия получила приказ идти на Селесту и Нёф-Бризак. 26 августа включена в состав резервной кавалерии принца Мюрата Великой Армии. Шесть полков дивизии Нансути быстро были признаны лучшими в командовании и наиболее точными в выполнении своих манёвров.

### Австрийская кампания 1805 года
17 сентября по приказу Мюрата генерал Нансути собрал свою дивизию у Пирмазенса. На начальном этапе кампании дивизия Нансути сначала была присоединена к 3-му корпусу маршала Даву, с которым она 2 октября форсировала Рейн у Мангейма. Затем присоединилась к кавалерийскому резерву Мюрата. Нансути впервые повёл своих людей в бой при Вертингене, где его всадники продемонстрировали свои отличные навыки маневрирования. Враг потерпел полный разгром. 15-го числа дивизия Нансути находилась в резерве во время сражения при Эльхингене. Мюрат, брошенный в погоню за бежавшим в сторону Богемии эрцгерцогом Фердинандом, 19-го числа подошёл к арьергардной дивизии под командованием генерала Вернека, окружил её и вместе с восемью генералами заставил сдаться. 26-го дивизия Нансути покинула кавалерийский резерв и направилась из Нёйштадта в Ландсхут, где вновь находилась под командованием маршала Даву. Дивизия следила за перемещениями 3-го корпуса и направилась от Фрейзинга к Трауну, куда прибыла 2 ноября. 3-го числа она вернулась под начало Мюрата одновременно с дивизией д'Опуля, приданной 5-му корпусу. Кавалерийский резерв, включавший тогда две тяжёлые кавалерийские дивизии, 2-ю и 3-ю драгунские дивизии, а также 16-й и 23-й конно-егерские полки стали авангардом армии, которой предшествовал Мюрат в своём марше на Вену. При Вишау 25 ноября 1805 года 9-й кирасирский полк, шедший в авангарде дивизии, принял участие в крупном кавалерийском бою вместе с кирасирской дивизией д'Опуля, драгунами Вальтера, гвардейскими конными гренадерами и конными егерями под командованием маршала Бессьера.
2 декабря 1805 года дивизия блестяще действовала при Аустерлице. Тяжёлая кавалерия Нансути первоначально выстроилась в две линии позади пехотной дивизии генерала Каффарелли, входившей в 5-й корпус Ланна. Около 10 часов утра, когда бой стал общим по всей линии, русский генерал Багратион начал отступать перед наступающей французской пехотой 5-го корпуса. В то же время австрийский принц Иоганн I фон Лихтенштейн бросил в бой свои 4000 кавалеристов против 6000 сабель кавалерии Мюрата. Союзники, однако, не поддержали эту атаку пехотой или артиллерией, в то время как людей Мюрата поддерживали пехотинцы и артиллеристы Ланна. По окончании серии боёв с пехотой Ланна коалиционная конница, понёсшая огромные потери, отступила на переформирование и к ней в это время присоединилась конница корпуса Багратиона. Австро-русские кавалеристы снова вернулись в бой, на этот раз нацелившись на центр войск Мюрата. Когда австро-русские кавалеристы приблизились к своей цели, их атаковали четыре из шести полков дивизии Нансути (1-й и 2-й карабинерские, а также 2-й и 3-й кирасирские); шум, вызванный столкновением двух кавалерий, был слышен на некотором расстоянии вокруг. После непродолжительного боя коалиционная кавалерия была разбита, но Лихтенштейну удалось перегруппировать своих солдат. Увидев всю французскую кавалерию, расположенную слева от пехотной дивизии Каффарелли, принц начал атаку на правый фланг этой дивизии, но его люди были встречены интенсивными артиллерийскими залпами, которые посеяли замешательство в их рядах. Воспользовавшись случаем, Нансути отвёл свою дивизию вправо, пересёк линию пехоты по взводам и развернул своих людей в две линии перед пехотой. Затем генерал умело вступил в бой со своими частями в последовательном порядке: сначала с двумя полками карабинеров и 2-м кирасирским полком в первой линии, затем с 9-й кирасирским и бригадой Сен-Жермена во второй. Три последовательно проведённые атаки сломили австро-русскую кавалерию, которая была окончательно разбита. Дальнейшие хорошо скоординированные атаки кавалерии и пехоты возглавили Мюрат и Ланн, вынудив Багратиона отступить после потери 2000 человек и 16 пушек. С французской стороны, несмотря на неоднократные атаки, проведённые в тот день, 1-я тяжелая кавалерийская дивизия понесла лишь относительно небольшие потери, что является доказательством качества командиров. 1-я бригада Пистона насчитала 2 убитых и 41 раненого, 2-я бригада Лебрен де Ля Уссе — 1 убитый и 25 раненых, а 3-я бригада Сен-Жермена — 47 убитых и 28 раненых. 3-й кирасирский полк был, безусловно, самым пострадавшим: 44 убитых и 27 раненых, или 21% потерь. Генерал Бельяр, начальник штаба Мюрата, упомянул в своём отчете о «великолепном и блестящем» нападении Нансути; вскоре после этого дивизия также была упомянута в бюллетене Великой Армии. 25 декабря Нансути стал великим офицером ордена Почётного легиона. Из шести полковников его дивизии трое были произведены в звания бригадных генералов (Кошуа, Ивандорфф и Бельфор) и четверо получили крест коммандана Почётного легиона (Бельфор, Думерк, Морен и Преваль). После Пресбургского договора, заключённого с Австрией в конце декабря 1805 года, дивизия Нансути разместилась на территории Баварии и заняла там зимние квартиры.

### Прусская кампания 1806 года
Четвёртая коалиция, сформированная против Франции в сентябре 1806 года, Наполеон повёл Великую Армию в Германию в памятной кампании против Пруссии. Состоящая из тех же полков, что и в прошлом году (1-й и 2-й карабинерские, 2-й, 3-й, 9-й и 12-й кирасирские), 1-я дивизия Нансути снова выступила в поход с кавалерийским резервом Мюрата. Из-за чрезвычайной скорости действий дивизия Нансути и одна из двух бригад кирасир дивизии генерала д'Опуля не смогли вовремя прибыть для участия в Йенском сражении. Вечером битвы кавалерия Нансути отправилась в погоню за разбитыми прусскими войсками, выследив 15 октября силы противника в 10 000 пехотинцев и три кавалерийских полка на улицах Эрфурта. Пруссакам, запертым в городе, пришлось ночью сдаться полковнику Превалю из 3-го кирасирского полка. В руки французов попали 12 000 пленных (в том числе 6 000 раненых) и 65 пушек.
Прервав преследование остатков прусской армии, дивизия Нансути 25 октября оказалась в Потсдаме и через два дня участвовала в триумфальном вступлении французских войск в Берлин, где 30 октября Император устроил ей смотр.

### Польская кампания 1806-07 годов
7 ноября Нансути и его всадники присоединились к Мюрату, направлявшемуся на восток, и 22 декабря переправились через Вислу вместе с остальной частью резервной кавалерии. После короткого, но победоносного боя у Лапазинского моста дивизия Нансути попыталась выйти на поле боя при Голымине, но всадники, задержанные густой грязью и предшествовавшей им более медленной драгунской дивизией, прибыли слишком поздно, чтобы участвовать в бою. Затем дивизия разместилась на зимних квартирах в Варшаве. Мюрат был вынужден временно покинуть службу по состоянию здоровья, и Нансути было поручено заменить его в командовании временно сформированным 1-м корпусом. Этот корпус был развёрнут на передовой, и Нансути, хотя формально подчинялся приказам маршала Сульта, получил приказ действовать совершенно независимо и докладывать о своих наблюдениях непосредственно Императору. Нансути тщательно выполнил эту задачу, сам патрулируя линию фронта, чтобы определить местонахождение пикетов лёгкой кавалерии, предназначенных для прикрытия пехотных аванпостов.
После атаки русских на левое крыло французской армии Мюрат восстановил командование резервной кавалерией и приказал Нансути перегруппироваться с остальной армией у города Эйлау. Присоединившись к своим людям в Варшаве, Нансути без дальнейшего промедления направил их к месту назначения, но его дивизия прибыла туда только 13 февраля 1807 года, через пять дней после битвы при Эйлау. 14-го числа Нансути узнал о смерти генерала д'Опуля, его товарища и бывшего начальника революционных войн, смертельно раненного при Эйлау во время великой атаки французской кавалерии. После боя операции были на время приостановлены, и Великая Армия отправилась на зимние квартиры. Чтобы обеспечить безопасность своих аванпостов, Император послал впереди сильную кавалерийскую колонну под командованием Мюрата, в которую входили люди Нансути, и поручил своему зятю отразить все вражеские отряды, которые он встретит на своём пути. 10 марта при Вольфсдорфе произошёл небольшой бой с участием дивизии, но в конечном итоге всем частям тяжёлой кавалерии было приказано отправиться в низовья Вислы для отдыха и получения подкреплений.
Прибытие новых контингентов позволило пополнить численность, сокращённую зимней кампанией; 1 июня 1807 года шесть полков дивизии Нансути насчитывали 3257 человек, что сделало её безусловно грозной силой. Военные действия возобновились в первых числах июня 1807 года, и дивизия Нансути была быстро направлена в Деппен, куда отступил 6-й корпус маршала Нея. С корпусом Нея, резервной кавалерией и гвардией Наполеон двинулся к Гуттштадту и 9 июня наткнулся там на крупный русский контингент, состоявший из солдат всех трёх родов войск. В серии атак под предводительством лёгкой кавалерии Ласалля и тяжёлой кавалерии Нансути Мюрат отбросил войска противника и преследовал их до улиц Гуттштадта, куда его люди вошли после наступления темноты. Нансути, блестяще выступавший во главе своей дивизии, не играл активной роли в битве при Гейльсберге, которая произошла на следующий день, оставив всю тяжесть сражения 3-й дивизии генерала Эспаня.
Император переоценил стратегическое положение своей армии и решил двинуться на северо-восток, чтобы не допустить переправы русских войск Беннигсена через реку Алле у Фридланда; на самом деле такой манёвр привёл бы к сближению русских с их прусскими союзниками, дислоцированными в Кёнигсберге. Наполеон немедленно составил план кампании и, поручив маршалу Мюрату командование двумя армейскими корпусами и мощным кавалерийским резервом, ответственным за продвижение к Кёнигсбергу, направил остальные свои войска в направлении Фридланда. К резервному корпусу маршала Ланна, шедшему в авангарде, временно были приданы драгуны Груши, кирасиры и карабинеры Нансути. В отсутствие Мюрата Груши, как самый старший генерал кавалерии, получил командование всей кавалерией, оставшейся у Императора.

Ланн прибыл со своим корпусом во Фридланд 13 июня, после наступления темноты, и обнаружил позицию, уже занятую русскими. Ранним утром 14 июня Ланн, тем не менее, предпринял атаку почти символической силой (от 11 000 до 13 500 человек) против 85 000 человек русской армии. Таким образом, маршал хотел помешать своим противникам пересечь Алле, в то же время давая Наполеону достаточно времени, чтобы прибыть на поле битвы с остальными своими войсками. Дивизия Нансути прибыла во Фридланд после первых боёв и была направлена в деревню Хайнрихсдорф, имевшую большое стратегическое значение. Владение этой деревней имело решающее значение для французов, поскольку она прикрывала пути сообщения Ланна с остальной армией Наполеона. Груши тоже отправился туда со своей драгунской дивизией, но с изумлением обнаружил, что местность находится в руках русских, и увидел, как всадники Нансути отступают рысью, даже не пытаясь сдержать врага или прикрыть дорогу, которая, тем не менее, составляла единственную линию связи авангарда корпуса с остальной армией. На самом деле Нансути прибыл туда незадолго до этого и получил приказ занять позиции у Хайнрихсдорфа, без дальнейших указаний и ничего не зная о ситуации на правом фланге. Находясь под сильным давлением русской пехоты и кавалерии и беспокоясь о собственных коммуникациях, генерал приказал своим людям отступить, чтобы не быть отрезанными от остальных войск. Манёвр Нансути, однако, полностью скомпрометировал план Ланна, рассчитывавшего на прибытие значительных подкреплений из Хайнрихсдорфа. Маршал срочно послал к Груши одного из своих адъютантов, чтобы сообщить ему, что он должен любой ценой помешать противнику прервать его связь с Императором. Быстро отреагировав, Груши принял командование передовыми эскадронами Нансути и вернул их на исходную позицию, а затем предпринял отчаянную, но победоносную атаку со своими драгунами на деревню Хайнрихсдорф, порезав её защитников. Дезорганизованные самой атакой, драгуны Груши оказались в опасной ситуации и были атакованы русской кавалерией, но Нансути прибыл как раз вовремя, чтобы отразить эту атаку, и позиция в мгновение была захвачена. Между двумя командирами завязалась бурная дискуссия: Груши сослался на своё старшинство и статус главнокомандующего, чтобы раскритиковать предыдущий манёвр отхода. Нансути противопоставил этому свой длительный опыт командования кавалерийскими частями. Эта ссора не помешала Нансути блестяще служить под командованием Груши в перипетиях предстоящей битвы. Вернувшись после первой неудачи, русские решили форсировать проход к Хайнрихсдорфу, направив к этому месту мощную колонну пехоты, которой предшествовали около шестидесяти эскадронов кавалерии и 2000 казаков. Чтобы противостоять этой угрозе, Груши использовал уловку, которая позволила ему отвлечь часть вражеской кавалерии от своей пехоты. Затем Груши атаковал эту кавалерию в лоб, в то время как Нансути атаковал с фланга, что привело к разгрому их противников. Несмотря на многочисленные атаки и контратаки, французская кавалерия сохраняла преимущество.
Тем временем Наполеон прибыл на поле боя с крупными подкреплениями и немедленно отдал приказ о генеральной контратаке. Император, который запланировал нанести свой главный удар по левому крылу русских, хотел помешать последним усилить свой левый фланг войсками правого крыла и с этой целью приказал генералу Груши неустанно атаковать войска, оказавшиеся против него. Груши также было поручено заставить замолчать вражеские пушки, наносившие урон французам. В этой сложной задаче Груши отлично поддерживал Нансути, и им обоим удалось заставить замолчать русскую канонаду на этом участке. В более позднем отчёте Груши восхищался действиями Нансути на этом этапе боя, добавляя, что его последние действия «великолепно исправили» его предыдущую ошибку. Нансути и его люди также упоминались в 79-м бюллетене Великой Армии. После боя 1-я дивизия присоединилась к преследованию русских в направлении Немана, но подписание Тильзитского договора положило конец боевым действиям. В ходе Фридландского сражения был убит пушечным ядром начальник штаба дивизии, полковник Пелиссар. 11 июля 1807 года Нансути получил высшую награду Франции - знак Большого Орла Почётного легиона.

### Австрийская кампания 1809 года
15 октября 1808 года Великая Армия была распущена Наполеоном, а дивизия стала частью Рейнской армии маршала Даву. После этого, Нансути был вынужден временно оставить свою дивизию, и в качестве первого конюшего сопровождал Императора во время его краткой интервенции в Испанию с ноября 1808 года по январь 1809 года. Когда начало военных действий против Австрии стало неизбежным, Наполеон вернулся во Францию. Весной Нансути был отозван из Испании и вновь возглавил 1-ю дивизию тяжёлой кавалерии, на этот раз под командованием маршала Бессьера. С началом боевых действий дивизия Нансути была быстро выделена из резерва и временно передана 3-му корпусу маршала Даву, ответственному за самые трудные задачи на первом этапе войны. Наполеон, решив перегруппировать свою армию в Регенсбурге, вновь передал дивизию под начало Бессьера и отправил служить вместе с баварскими войсками. После недавних побед при Абенсберге и Ландсхуте Наполеон сосредоточил основную часть своих сил, включая людей Нансути, в деревне Экмюль, где Даву ждал подкрепления. С 21 по 22 апреля 1809 года Наполеон столкнулся с австрийской армией эрцгерцога Карла в битве при Экмюле. На второй день боя Нансути первоначально был отправлен на равнину Ширлинг для поддержки баварцев генерала Деруа, которому после нескольких неудачных попыток удалось выбить противника из деревни Экмюль. За исключением Ширлингской равнины, местность, на которой вёлся бой, была очень неровной и холмистой, с особенно крутыми склонами, что делало непригодным использование кавалерии. Однако именно здесь произошло одно из самых запоминающихся кавалерийских сражений Наполеоновских войн. Очень короткое первое сражение произошло на окраине Экмюля, когда баварская и вюртембергская кавалерия атаковали неприятеля. Австрийцы победили, и немецкие кавалеристы отступили для переформирования рядом с двумя французскими тяжёлыми кавалерийскими дивизиями, присутствовавшими на поле боя. Эти две дивизии, 1-я под командованием Нансути и 2-я под командованием Сен-Сюльписа, были развернуты бок о бок, в пять линий в глубину. Полки построились в колонну один перед другим. Обе дивизии двинулись вперёд, поднялись по склону и галопом выскочили на плато, где несколько мгновений назад была отброшена лёгкая кавалерия. Затем тяжёлая кавалерия присоединилась к пехотинцам маршала Ланна, которые кричали: «Да здравствуют кирасиры!» в знак восхищения и аплодировали всадникам, маршировавшим перед ними. С двумя передовыми полками, расположенными в шеренгу, и немецкой лёгкой кавалерией на каждом фланге, две тяжёлые кавалерийские дивизии легко отразили австрийские кавалерийские части, присутствовавшие на плато. Однако это сражение было лишь прелюдией к гораздо более важному кавалерийскому бою. Стремясь прикрыть своё отступление, эрцгерцог Карл собрал всю свою резервную кавалерию, всего 44 эскадрона, по обе стороны дороги на Регенсбург, возле деревни Эггольсхайм. Между 19:00 и 20:00 Наполеон приказал своим конным войскам вытеснить кавалерию противника с этой позиции. Готовясь к атаке, Нансути развернул пять из шести своих полков в две линии: три в первой шеренге и два во второй, последний полк остался с Сен-Сюльписом. Дивизия Сен-Сюльписа заняла своё место справа от дивизии Нансути и сохранила свой строй колоннами, в то время как лёгкая кавалерия прикрывала фланги всей дивизии. Всего у французов было 48 эскадронов. Во время продвижения последние подверглись шквальному обстрелу австрийской артиллерии, а затем энергичной атаке со стороны кирасирского полка Готтесхайма. Увидев приближающуюся атаку врага, Нансути медленной рысью повёл свои эскадроны в сторону врага, и когда австрийцы были всего в ста шагах от них, передовой полк карабинер остановился и дал залп из тридцати или сорока карабинов по атакующим. Затем стрелки обнажили сабли и присоединились к кирасирам в энергичной атаке на приближающихся австрийских кирасиров. Нансути, а за ним и Сен-Сюльпис, вступили в контакт с противником, и, несмотря на решимость австрийской кавалерии, последняя после короткой рукопашной схватки была отброшена. Пришедшие на помощь кирасирам Готтесхаймского полка их товарищи из Кайзеровского полка постигла та же участь, что и гусары Штпишича и лёгкую кавалерию Винсента. Особенно смертоносная генеральная схватка произошла при лунном свете, благодаря чему в ночи были видны искры от ударов сабель по железным кирасам. Австрийский генерал Андреас фон Шнеллер был ранен во время боя, а генерал Карл Вильхельм фон Штуттерхайм, главнокомандующий австрийской кавалерией, едва избежал плена. Его люди были отброшены французской кавалерией в болота за Эггольсхаймом и были вынуждены отступить к Кёферингу, в то время как основная часть сил эрцгерцога Карла отошла к Регенсбургу.
Преследование французов возобновилось на следующий день на рассвете и привело 23 апреля к битве при Регенсбурге, во время которой австрийцы пытались замедлить продвижение своих противников. После тяжёлого боя, в котором всадники Нансути и Сен-Сюльписа трижды успешно атаковали австрийскую кавалерию, французы захватили крепость Регенсбург, но так и не сумели превратить отступление австрийцев в бегство. Нансути остался в Регенсбурге с Даву, чтобы следить за выводом эрцгерцога Карла.
21 мая 1809 года Наполеон переправился через Дунай недалеко от Вены и во время битвы при Эсслинге атаковал австрийскую армию эрцгерцога Карла, расположенную на северном берегу реки. Французские войска значительно уступали неприятелю в численности, и быстро стало ясно, что им будет трудно продолжать сопротивление. Во время столкновений 21 мая Нансути смог задействовать только одну бригаду генерала Сен-Жермена (3-й и 12-й кирасирские полки), остальная часть его дивизии осталась на другом берегу Дуная. Нансути увидел, как кирасиры генерала Эспаня, которые с начала дня атаковали несколько раз, начали новую атаку в отчаянной попытке ослабить давление Австрии на линии французской обороны. Эспань только что погиб в бою, и его эскадроны, истощённые и уничтоженные, нуждались в срочной замене. Нансути немедленно выдвинул вперед эскадроны Сен-Жермена и атаковал вражескую пехоту, позволив армии сохранить свои позиции. На второй день сражения, 22 мая, Нансути получил подкрепление из своей второй бригады (2-й и 9-й полки) под командованием генерала Думерка. Утром, имея несколько свежих войск, Наполеон бросил корпус маршала Ланна в атаку на позиции противника. Всадники Нансути и Ласалля защищали марш пехотных колонн и должны были атаковать вражескую кавалерию, чтобы открыть путь. Однако в 9 часов утра известие о разрушении большого моста через Дунай, делающее невозможным прибытие дальнейших подкреплений, вынудило Наполеона прервать атаку и начать организованное отступление. Положение французской армии было критическим и к многочисленным человеческим потерям добавилось смертельное ранение маршала Ланна. Нансути и другим кавалерийским генералам потребовалось всё мастерство, чтобы сдержать массированное нападение австрийцев и позволить остальной армии постепенно выйти из боя. Как только основная часть сил Наполеона отступила в безопасное место на острове Лобау, люди Нансути, в свою очередь, ночью эвакуировали поле боя. Позже было признано, что вмешательство французской кавалерии в тот день не позволило противостоянию перерасти в настоящую катастрофу для Наполеона.
После кровавой неудачи, понесённой при Эсслинге, Наполеону потребовалось шесть недель, чтобы тщательно спланировать новую переправу через Дунай. Он начал операцию вечером 4 июля 1809 года, и к началу следующего дня значительная часть его сил оказалась на другом берегу реки. Дивизия Нансути не участвовала в боевых действиях в первый день битвы при Ваграме и ночевала лагерем позади Императорской гвардии. На следующий день, 6 июля, Нансути первоначально был отправлен для поддержки Даву на правом фланге французов, но когда стало ясно, что этому сектору не угрожает прибытие подкреплений противника, его кавалеристы были отозваны и помещены в резерв в центре, недалеко от деревни Адерклаа. Положение французских левых сил резко ухудшилось, и дивизия Нансути вступила в бой, когда Наполеон приказал маршалу Бессьеру, командующему резервной кавалерией, атаковать австрийские соединения, угрожавшие его левому крылу. Поскольку время играло против него, Бессьер решил не дожидаться прибытия гвардейской кавалерии, а две другие его тяжёлые кавалерийские дивизии были задействованы в другом месте, он решил возглавить атаку только с помощью дивизии Нансути. Дивизия насчитывала 24 эскадрона и более 4000 сабель. Бессьер и Нансути повели своих людей в атаку под градом пушечных ядер и картечи, во главе стояли два полка карабинеров. Обнаружив слабое место в австрийской линии, французские кавалеристы совершили прорыв и растеснили вражескую пехоту, выстроившуюся в каре, рассекая при этом стоявший на их пути батальон Георгера. Однако большей части французской кавалерии не удалось прорваться через массы австрийской пехоты, и Нансути остался под командованием лишь очень небольших сил. Искусным манёвром Нансути свернул вправо и атаковал пушки принца Лихтенштейна, но почти сразу же вмешалась австрийская кавалерия, особенно лёгкая кавалерия Розенберга и кирасиры полка Кронпринца, которые отбили карабинеров с фланга и оттеснили их назад. Дорогостоящая неудача, которую пережила дивизия Нансути, не обескуражила Бессьера, который приготовился начать новую атаку, на этот раз при поддержке части гвардейской кавалерии. Эта атака так и не состоялась: лошадь маршала была убита пушечным ядром, а Бессьера, серьёзно раненого, без сознания перевезли в тыл. Поскольку его начальник считался погибшим, Нансути, не зная о приказе Императора, решил немедленно отвести своих людей с линии фронта, чтобы сохранить свою и без того сильно потрёпанную дивизию.
Однако это движение не положило конец его действиям во время этой битвы. Крупная кавалерийская атака под предводительством Бессьера во многом способствовала ослаблению давления на левый край центра французской линии, но последняя всё ещё оставалась в критическом положении. Наполеон решил вернуть себе инициативу, начав атаку корпуса генерала Макдональда на правый край центра австрийской армии. Макдональд, скорее случайно, сформировал две свои дивизии в гигантское пехотное каре для наступления, что является уникальным случаем в анналах наполеоновских войн. Четырём эскадронам карабинеров из дивизии Нансути было поручено сопровождать эту колонну на флангах, в то время как основная часть дивизии следовала позади. Продвижение французов было значительно затруднено сильным огнём австрийских батарей, и Макдональд, желавший избавиться от подавлявших его орудий, потребовал вмешательства гвардейской кавалерии генерала Вальтера справа от него и дивизии Нансути слева от него. Без прямого приказа Наполеона или маршала Бессьера, поскольку последний был выведен из строя, Вальтер не предпринял никаких действий, в то время как Нансути, чья дивизия слишком сильно отставала, не смог вовремя вступить в бой, поскольку к моменту его прибытии вражеские орудия уже были переброшены.
Дивизия Нансути понесла чрезвычайно тяжёлые потери при Ваграме, причём потери в людях и лошадях были выше, чем в двух других тяжёлых кавалерийских дивизиях вместе взятых. Потери среди лошадей были особенно чувствительными: 1141 животное было убито или ранено; столь же значительны были потери в живой силе, хотя реально соприкасались с противником только карабинеры: 164 убитых и 436 раненых. Два полка карабинеров, прошедших тщательную проверку, к концу дня имели всего 300 лошадей, то есть потери лошадей составили 77%. Значительные потери понесли также 9-й и 12-й кирасирские полки. Атака Бессьера, проведённая в спешке одной дивизией Нансути, имела менее выраженные тактические последствия, чем при Эсслинге, из-за действий австрийской артиллерии и противостояния с пехотой противника, готовой принять удар, но она сэкономила Наполеону драгоценное время, позволяя последнему вернуть себе инициативу в сражении. Генерал Макдональд резко раскритиковал Вальтера и Нансути за то, что они не предоставили ему адекватную кавалерийскую поддержку во время его атаки. Макдональд писал в своих мемуарах, что он «удивлён медлительностью генерала Нансути […] Нансути, наконец, атаковал, но слишком поздно, чтобы воспользоваться зияющей брешью, которую я пробил в центре австрийской армии». Через несколько дней после битвы при Ваграме Наполеон поговорил с Нансути и обвинил его в отказе сотрудничать с Макдональдом. Нансути категорически оправдывался, поясняя, что с ним не консультировались по поводу размещения его дивизии, что делало невозможным манёвр в разгар боя. Столкнувшись с настойчивостью Наполеона, Нансути сохранил самообладание и в конце концов ответил государю: «В конце концов, не Ваше Величество будет учить меня обращению с кавалерией». Это резкое замечание не помешало Нансути в последующие годы продолжать занимать ответственные должности.

### Межвоенный период, 1809-1812 годы
Вскоре после кровопролитной битвы при Ваграме Нансути настоял на том, чтобы карабинеры носили стальные доспехи, чтобы положить конец тому, что он считал состоянием неполноценности этих войск по отношению к своим собратьям-кирасирам. Инициатива Нансути была одобрена и вступила в силу в 1810 году.
17 октября 1809 года, после подписания Шёнбруннского мира, положившего конец войне между Францией и Австрией, Нансути передал командование дивизией генералу Брюйеру и вновь занял место в качестве первого конюшего Императора. Дивизия дислоцировалась в окрестностях Вены со штабом в Поттендорфе. 13 октября покинула столицу Австрии и обосновалась в Кремсе со своей штаб-квартирой в Кремсмюнстере, где оставалась до 15 декабря. Затем она отправилась в лагерь на Аллере, где была с 16 декабря 1809 года по 2 января 1810 года.
В первых числах января 1810 года дивизия Брюйера получила приказ идти в Ганновер, куда прибыла 9 марта. 15 марта была поставлена на содержание короля Вестфалии. 5 мая 1810 года из состава дивизии выделена бригада карабинер и направлена в Люневиль. 3 июля 1810 года Наполеоном бригада была расформирована. 4 сентября 1810 года Брюйер получил отпуск и отправился в Италию, где женился на племяннице маршала Бертье. Генерал Думерк стал временным командиром дивизии. По истечении отпуска генерал Брюйер вернулся в Ганновер со своей молодой женой, чтобы возобновить командование своей дивизией. 8 апреля 1811 года Брюйер покинул дивизию, и возглавил 1-ю дивизию лёгкой кавалерии. 19 апреля 1811 года, в ходе подготовки к возможной войне с Россией, дивизия была включена в состав Эльбского обсервационного корпуса. 18 августа 1811 года дивизию возглавил генерал Сен-Жермен.

### Русская кампания 1812 года
Базируясь на территории Ганновера, 25 декабря 1811 года дивизия лишилась 12-го кирасирского полка, переданного новосформированной 5-й дивизии тяжёлой кавалерии. Взамен 2 января 1812 года к составу 1-й дивизии был прикреплён 1-й шеволежерский полк. 9 января 1812 года дивизия была придана 1-му корпусу резервной кавалерии Нансути. 1марта дивизия собралась в Магдебурге. 11 марта находилась в Штеттине. 13 апреля он прошла через Мариенвердер и 14 апреля дислоцировалась в Розенберге. 15 июня 1-й кавалерийский корпус был передан в распоряжение маршала Даву. 21 июня Нансути, командующий 1-м корпус резервной кавалерии, находился на левом берегу Немана, напротив Ковно, готовый форсировать мост.
24 июня в полдень, с началом Русской кампании 1812 года, дивизия без единого выстрела форсировала Неман у Понемуня и заняла Ковно. 25 июня король Мюрата возглавил всю резервную кавалерию Великой Армии и уже через три дня французы были перед Вильно. Дивизия, действуя в авангарде Мюрата, участвовала с 25 по 27 июля в боях при Oстровно, Какувячине и на реке Лучеса. 29 июля прошла через Витебск, оставленный накануне Барклаем де Толли после ожесточённого боя. 8 августа кавалерийский резерв находился у Инково. 14-го числа, после сражения под Красным, Мюрат переправился через Днепр по Оршанскому мосту; 19-го числа дивизия вошла в Смоленск, захваченный накануне у русских. 2 сентября 1812 года дивизия была под Гжатском и в её рядах было 1200 человек, 1199 лошадей и 7 орудий. 5 сентября, после взятия французами Шевардинского редута, дивизия выдвинулась вперёд, но атак не предпринимала. Утром 7 сентября она вслед за 1-й дивизией лёгкой кавалерии выступила к Семёновским флешам, имея впереди 2-й кирасирский, за ним – 3-й кирасирский и сзади – 9-й кирасирский полки (все три полка двигались в эскадронных колоннах, а шеволежеры находились на флангах дивизии). Около полудня дивизия продвинулась до Семёновского ручья и развернулась на его левом берегу. Кирасиры пытались атаковать русскую гвардейскую пехоту, стоявшую южнее деревни Семёновское, но не имели успеха. В ходе атаки генерал Сен-Жермен был тяжело ранен и эвакуирован в Пруссию. Дивизию возглавил генерал Брюно. В этот день получили также ранения и контузии генералы Бессьер и Кёно.
8 сентября дивизия преследовала русских вместе с другой дивизией кирасир и настигла их арьергард у Можайска, после чего атаковала. 15 сентября вошла в Москву. После занятия Москвы 17 сентября дивизия направилась по Рязанской дороге вслед за русской армией, и 22 сентября дошла до Бронниц. Затем вместе с другими войсками авангарда совершила марш до Старой Калужской дороги. 29 сентября атаковала арьергард генерала Милорадовича. 4 октября участвовала в бою при Спас-Купле. Вскоре офицеры и солдаты дивизии, лишившиеся лошадей, вошли в состав бригады генерала Шаррьера. 18 октября дивизия сражалась при Винково. Неаполитанский король, ехавший верхом с кирасирами и карабинерами, увидел колонну лёгкой пехоты русских из 4 батальонов, которую противник посылал на поддержку казаков, атаковал её, разбил и разрубил на куски. При отступлении Великой Армии к Смоленску действовала в арьергарде. 31 октября вступила в Вязьму и 3 ноября участвовала в сражении. С 8 по 10 ноября переправилась через Воп. 12 ноября вместе с армией вступила в Смоленск. 13 ноября из всадников трёх кирасирских полков были образованы три роты 1-го кирасирского полка-пикета тяжёлой кавалерийской дивизии генерала Лоржа, а шеволежеры, ещё сохранившие своих лошадей, вошли в 5-й полк-пикет лёгкой кавалерийской дивизии генерала Брюйера. Обе эти сводные дивизии составляли кавалерийский корпус-пикет генерала Латур-Мобура. Сопровождая Главную квартиру Великой Армии, 1-й кирасирский и 5-й лёгкий полки-пикеты участвовали в сражении под Красным. К 20 ноября в дивизии не осталось солдат, а 33 конных офицера 24 ноября в Бобре вошли в 1-ю роту полка «Священного эскадрона», сформированного под командованием генерала Груши. Генералы Брюно и Бессьер стали младшими лейтенантами этой роты, полковник штаба Лавиль и полковник 1-го шеволежерского полка Дермонкур – вахмистрами, полковники 2-го, 3-го и 9-го кирасирских полков Роллан, д’Оденард и Мюра-Систриер – бригадирами. 27 ноября «Священный эскадрон», а также 1-й кирасирский и 5-й лёгкий кавалерийские полки-пикеты переправились через Березину под Студёнкой. «Священный эскадрон» был расформирован 8 декабря, а остатки кавалерийского корпуса-пикета Латур-Мобура распущены в Ковно 11 декабря.

### Саксонская кампания 1813 года
6 февраля 1813 года Наполеон реорганизовал кавалерию Великой Армии, и в состав дивизии в Магдебурге влились 3 кирасирских полка из расформированной 5-й дивизии: 6-й, 11-й и 12-й. Дивизию возглавил генерал Этьен Бордесуль.
4 апреля 1-й кавалерийский корпус форсировал Зале по мосту в Галле и 5-го встретил противника у Мёккерна. После довольно жаркого боя он снова переправился через реку и удалился в Мерзебург. Когда в конце апреля генерал Витгенштейн, главнокомандующий союзной армией, узнал, что Наполеон только что прибыл в Эрфурт, он возымел надежду застать его там врасплох и направился в этот город. Ней, проинформированный о его движении, спешно вышел из Мерзебурга, переправился через Зале и 29 апреля, встретив авангард противника у Вайсенфельса, атаковал и разгромил его. Витгенштейн уже объявлял об отступлении на Эльбу, когда известие о марше Наполеона из Эрфурта в Лейпциг остановило его у Лютцена с намерением перерезать длинную французскую колонну, авангард которой входил в Линденау, в то время как последние фракции едва вышли из Наумбурга. 2 мая дивизия в составе 1-го корпуса приняла участие в сражении при Лютцене. 11 мая дивизия прибыла в Дрезден, где 13 мая Император провёл смотр кавалерийского корпуса Латур-Мобура. 20 и 21 мая сражалась при Баутцене.
18 ноября 1813 года по причине огромных потерь, понесённых в Битве народов, Император реорганизовал французскую армию. Сильно потрёпанные полки 3-й дивизии были переведены в состав 1-й дивизии.
Отчаянно сражалась вплоть до отречения Императора.

## Командование дивизии

### Командиры дивизии
- дивизионный генерал Этьен Нансути (7 июня 1805 – 17 октября 1809)
- дивизионный генерал Жан-Пьер Брюйер (17 октября 1809 – 8 апреля 1811)
  - бригадный генерал Жан-Пьер Думерк (4 сентября 1810 – декабрь 1810)
- бригадный генерал Жан-Пьер Думерк (8 апреля 1811 – 18 августа 1811)
- дивизионный генерал Антуан Сен-Жермен (18 августа 1811 – 6 февраля 1813)
  - бригадный генерал Адриан Брюно (7 сентября 1812 – 6 февраля 1813)
- дивизионный генерал Этьен Бордесуль (6 февраля 1813 – 12 мая 1814)

### Начальники штаба дивизии
- полковник штаба Виктор Аллен (1 августа 1805 – 24 сентября 1805)
- полковник штаба Жак Пелиссар (24 сентября 1805 – 14 июня 1807)
- полковник штаба Жан-Батист Тьерри (25 июня 1807 – 21 декабря 1810)
- полковник штаба Александр де Лавиль (21 декабря 1810 – 3 июля 1813)
- полковник штаба Шарль Роттье де Лаборд (3 июля 1813 – 12 мая 1814)

### Командиры бригад
- бригадный генерал Арман Лебрен де Ля Уссе (7 июня 1805 – 21 сентября 1806)
- бригадный генерал Сезар-Александр Дебель (7 июня 1805 – 18 июля 1805)
- бригадный генерал Антуан Сен-Жермен (7 июня 1805 – 12 июля 1809)
- бригадный генерал Мишель Фери (18 июля 1805 – 12 сентября 1805)
- бригадный (с 21 декабря 1805 - дивизионный) генерал Жозеф Пистон (12 сентября 1805 – 11 апреля 1806)
- бригадный генерал Жан-Мари Дефранс (20 сентября 1806 – 3 июля 1810)
- полковник Жан-Пьер Думерк (1 октября 1806 – 31 декабря 1806)
- бригадный генерал Морис Фрезья (31 декабря 1806 – 1 апреля 1807)
- бригадный генерал Жан-Пьер Думерк (1 апреля 1807 – 30 ноября 1811)
- бригадный генерал Сигизмон-Фредерик де Беркейм (21 сентября 1809 – 25 декабря 1811)
- бригадный генерал Адриан Брюно (14 февраля 1811 – 20 января 1813)
- бригадный генерал Бертран Бессьер (25 декабря 1811 – 13 января 1814)
- бригадный генерал Матьё Кёно (25 декабря 1811 – 5 мая 1813)
- бригадный генерал Сигизмон-Фредерик де Беркейм (1 марта 1813 – 3 сентября 1813)
- бригадный генерал Луи Сопранси (13 октября 1813 – 5 февраля 1814)
- генерал-майор Август фон Лайзер (13 мая 1813 – 20 октября 1813)
- бригадный генерал Александр де Лавиль (13 января 1814 – 12 мая 1814)
- бригадный генерал Николя Тири (5 февраля 1814 – 12 мая 1814)

## Состав дивизии
- штаб дивизии (фр. état-major de la division)
- 1-й карабинерский полк (фр. 1er régiment de carabiniers) — в составе дивизии с момента её формирования, и до 3 июля 1810 года.
- 2-й карабинерский полк (фр. 2e régiment de carabiniers) — в составе дивизии с момента её формирования, и до 3 июля 1810 года.
- 2-й кирасирский полк (фр. 2e régiment de cuirassiers) — в составе дивизии с момента её формирования.
- 3-й кирасирский полк (фр. 3e régiment de cuirassiers) — в составе дивизии с момента её формирования.
- 4-й кирасирский полк (фр. 4e régiment de cuirassiers) — в составе дивизии с 18 ноября 1813 года.
- 6-й кирасирский полк (фр. 6e régiment de cuirassiers) — в составе дивизии с 6 февраля 1813 года.
- 7-й кирасирский полк (фр. 7e régiment de cuirassiers) — в составе дивизии с 18 ноября 1813 года.
- 9-й кирасирский полк (фр. 9e régiment de cuirassiers) — в составе дивизии с момента её формирования.
- 11-й кирасирский полк (фр. 11e régiment de cuirassiers) — в составе дивизии с 6 февраля 1813 года.
- 12-й кирасирский полк (фр. 12e régiment de cuirassiers) — в составе дивизии с момента её формирования и до 25 декабря 1811 года, и вновь с 6 февраля 1813 года.
- 14-й кирасирский полк (фр. 14e régiment de cuirassiers) — в составе дивизии с 18 ноября 1813 года.
- 1-й шеволежерский полк (фр. 1er régiment de chevau-légers lanciers) — в составе дивизии со 2 января 1812 года и до 6 февраля 1813 года.
- Гар-дю-Кор (нем. Garde du Corps) — саксонский гвардейский полк; в составе дивизии с 13 мая по 20 октября 1813 года.
- Кирасирский полк Цастрова (нем. Kürassierregiment von Zastrow) — саксонский кирасирский полк; в составе дивизии с 13 мая по 20 октября 1813 года.
- 7-й драгунский полк (фр. 7e régiment de dragons) — в составе дивизии с 18 ноября 1813 года.
- 23-й драгунский полк (фр. 23e régiment de dragons) — в составе дивизии с 18 ноября 1813 года.
- 28-й драгунский полк (фр. 28e régiment de dragons) — в составе дивизии с 18 ноября 1813 года.
- 30-й драгунский полк (фр. 30e régiment de dragons) — в составе дивизии с 18 ноября 1813 года.
- артиллерия (фр. artillerie de la division)

## Подчинение и номер дивизии
- резервная кавалерийская дивизия (7 июня 1805 года);
- 6-я кавалерийская дивизия Армии Берегов Океана (3 августа 1805 года);
- 1-я дивизия тяжёлой кавалерии резервной кавалерии Великой Армии (26 августа 1805 года);
- 1-я дивизия тяжёлой кавалерии 1-го корпуса резервной кавалерии Великой Армии (13 декабря 1806 года);
- 1-я дивизия тяжёлой кавалерии резервной кавалерии Великой Армии (12 января 1807 года);
- 1-я дивизия тяжёлой кавалерии Рейнской армии (15 октября 1808 года);
- 1-я дивизия тяжёлой кавалерии резервной кавалерии Армии Германии (1 апреля 1809 года);
- 1-я дивизия тяжёлой кавалерии Эльбского обсервационного корпуса (19 апреля 1811 года);
- 1-я дивизия тяжёлой кавалерии 1-го корпуса резервной кавалерии Великой Армии (1 апреля 1812 года).

## Организация дивизии
На 2 декабря 1805 года:
- 1-я бригада (командир – бригадный генерал Жозеф Пистон)
  - 1-й карабинерский полк (командир – полковник Антуан Кошуа)
  - 2-й карабинерский полк (командир – полковник Пьер Морен)
- 2-я бригада (командир – бригадный генерал Арман Лебрен де Ля Уссе)
  - 2-й кирасирский полк (командир – полковник Жан Ивандорфф)
  - 9-й кирасирский полк (командир – полковник Жан-Пьер Думерк)
- 3-я бригада (командир – бригадный генерал Антуан Сен-Жермен)
  - 3-й кирасирский полк (командир – полковник Клод Преваль)
  - 12-й кирасирский полк (командир – полковник Жак Бельфор)

На 1 июня 1807 года:
- 1-я бригада (командир – бригадный генерал Жан-Мари Дефранс)
  - 1-й карабинерский полк (командир – полковник Франсуа Ларош)
  - 2-й карабинерский полк (командир – полковник Амабль Бланкар)
- 2-я бригада (командир – бригадный генерал Жан-Пьер Думерк)
  - 2-й кирасирский полк (командир – полковник Луи Шуар)
  - 9-й кирасирский полк (командир – полковник Пьер Польтр де Ламотт)
- 3-я бригада (командир – бригадный генерал Антуан Сен-Жермен)
  - 3-й кирасирский полк (командир – полковник Жан-Луи Риште)
  - 12-й кирасирский полк (командир – полковник Жозеф Дорн)

На 1 июля 1809 года:
- 1-я бригада (командир – бригадный генерал Жан-Мари Дефранс)
  - 1-й карабинерский полк (командир – полковник Франсуа Ларош)
  - 2-й карабинерский полк (командир – полковник Амабль Бланкар)
- 2-я бригада (командир – бригадный генерал Жан-Пьер Думерк)
  - 2-й кирасирский полк (командир – полковник Луи Шуар)
  - 9-й кирасирский полк (командир – полковник Пьер Польтр де Ламотт)
- 3-я бригада (командир – бригадный генерал Антуан Сен-Жермен)
  - 3-й кирасирский полк (командир – полковник Жан-Луи Риште)
  - 12-й кирасирский полк (командир – полковник Жозеф Дорн)

На 1 апреля 1812 года:
- 1-я бригада (командир – бригадный генерал Адриан Брюно)
  - 2-й кирасирский полк (командир – полковник Пьер Роллан)
- 2-я бригада (командир – бригадный генерал Бертран Бессьер)
  - 3-й кирасирский полк (командир – полковник Шарль Лялен д’Оденард)
- 3-я бригада (командир – бригадный генерал Матьё Кёно)
  - 9-й кирасирский полк (командир – полковник Мишель Мюра-Систриер)
  - 1-й эскадрон 1-го шеволежерского полка (командир – полковник Поль Дермонкур)

На 16 октября 1813 года:
- 1-я бригада (командир – бригадный генерал Луи Сопранси)
  - 2-й кирасирский полк (командир – полковник Пьер Роллан)
  - 3-й кирасирский полк (командир – полковник Жан Лакруа)
  - 6-й кирасирский полк (командир – полковник Изидор Мартен)
- 2-я бригада (командир – бригадный генерал Бертран Бессьер)
  - 9-й кирасирский полк (командир – полковник Жан Абер)
  - 11-й кирасирский полк (командир – полковник Франсуа-Николя Лефевр)
  - 12-й кирасирский полк (командир – полковник Мишель Додье)
- 3-я бригада (командир – генерал-майор Август фон Лайзер)
  - саксонский кавалергардский полк (Гар-дю-Кор) (командир – полковник фон Берг)
  - саксонский кирасирский полк (командир – полковник Циглер)

На февраль 1814 года:
- 1-я бригада (командир – бригадный генерал Николя Тири)
  - 2-й кирасирский полк (командир – полковник Леонар Морен)
  - 3-й кирасирский полк (командир – полковник Жан Лакруа)
  - 6-й кирасирский полк (командир – полковник Изидор Мартен)
  - 9-й кирасирский полк (командир – полковник Жан Абер)
  - 11-й кирасирский полк (командир – полковник Франсуа-Николя Лефевр)
  - 12-й кирасирский полк (командир – полковник Мишель Додье)
- 2-я бригада (командир – бригадный генерал Александр де Лавиль)
  - 4-й кирасирский полк (командир — полковник Мишель Дюжон)
  - 7-й кирасирский полк (командир – полковник Клод-Франсуа Ришардо)
  - 14-й кирасирский полк (командир — полковник Алберт Трип ван Заудтландте)
  - 7-й драгунский полк (командир — полковник Шарль-Филипп Леополь)
  - 23-й драгунский полк (командир — полковник Шарль Мартиг)
  - 28-й драгунский полк (командир — полковник Пьер Ольдрине)
  - 30-й драгунский полк (командир — полковник Мишель Орденер)

## Награждённые

### Знак Большого Орла ордена Почётного легиона
- Этьен Нансути, 11 июля 1807 – дивизионный генерал, командир дивизии

### Великие офицеры ордена Почётного легиона
- Этьен Нансути, 25 декабря 1805 – дивизионный генерал, командир дивизии

### Комманданы ордена Почётного легиона
- Жак Бельфор, 25 декабря 1805 – полковник, командир 12-го кирасирского
- Жан-Пьер Думерк, 25 декабря 1805 – полковник, командир 9-го кирасирского
- Пьер Морен, 25 декабря 1805 – полковник, командир 2-го карабинерского
- Клод Преваль, 25 декабря 1805 – полковник, командир 3-го кирасирского
- Антуан Сен-Жермен, 10 мая 1807 – бригадный генерал, командир 3-й бригады
- Жан-Мари Дефранс, 14 мая 1807 – бригадный генерал, командир 1-й бригады
- Этьен Бордесуль, 14 мая 1813 – дивизионный генерал, командир дивизии
- Сигизмон-Фредерик де Беркейм, 14 мая 1813 – бригадный генерал, командир 1-й бригады
- Пьер Роллан, 5 сентября 1813 – полковник, командир 2-го кирасирского
- Бертран Бессьер, 28 ноября 1813 – бригадный генерал, бывший командир 2-й бригады
- Шарль Роттье де Лаборд, 28 ноября 1813 – полковник, начальник штаба дивизии
- Жан Лакруа, 28 ноября 1813 – полковник, командир 3-го кирасирского
- Леонар Морен, 25 февраля 1814 – полковник, командир 2-го кирасирского (посмертно)
- Клод-Франсуа Ришардо, 25 февраля 1814 – полковник, командир 7-го кирасирского

### Офицеры ордена Почётного легиона
- Шарль Гримбло, 8 октября 1806 – командир эскадрона 2-го карабинерского
- Жозеф Дорн, 14 мая 1807 – полковник, командир 12-го кирасирского
- Луи Шуар, 14 мая 1807 – полковник, командир 2-го кирасирского
- Пьер Польтр де Ламотт, 11 июля 1807 – полковник, командир 9-го кирасирского
- Жан-Луи Риште, 11 июля 1807 – полковник, командир 3-го кирасирского
- Рене-Жюльен Шателен, 15 мая 1809 – командир эскадрона 9-го кирасирского
- Жан-Батист Тьерри, 23 мая 1809 – полковник, начальник штаба дивизии
- Адриан Брюно, 11 октября 1812 – бригадный генерал, командир дивизии
- Александр де Лавиль, 11 октября 1812 – полковник, начальник штаба дивизии
- Пьер Роллан, 11 октября 1812 – полковник, командир 2-го кирасирского
- Мишель Мюра-Систриер, 11 октября 1812 – полковник, командир 9-го кирасирского
- Мишель Додье, 14 мая 1813 – полковник, командир 12-го кирасирского
- Карлье, 14 мая 1813 – капитан 6-го кирасирского
- Дельма, 8 июля 1813 – майор 12-го кирасирского
- Дюперруа, 29 августа 1813 – командир эскадрона 2-го кирасирского
- Мило, 5 сентября 1813 – капитан 2-го кирасирского
- Грандо, 5 сентября 1813 – командир эскадрона 11-го кирасирского
- Жан Лакруа, 5 сентября 1813 – полковник, командир 3-го кирасирского
- Бресс, 5 сентября 1813 – капитан 3-го кирасирского
- Мати, 5 сентября 1813 – командир эскадрона 12-го кирасирского
- Циглер де Клипхансен, 5 сентября 1813 – полковник, командир саксонского кирасирского
- Вьель, 5 сентября 1813 – капитан 9-го кирасирского
- Кароже, 5 сентября 1813 – командир эскадрона 6-го кирасирского
- Берг, 25 сентября 1813 – полковник, командир саксонского гвардейского
- Жан Абер, 28 ноября 1813 – полковник, командир 9-го кирасирского

### Кавалеры баварского ордена Льва
- Жан-Мари Дефранс, 29 января 1807 – бригадный генерал, командир 1-й бригады

### Кавалеры баварского Военного ордена Максимилиана Иосифа
- Жан-Мари Дефранс, 13 июля 1807 – бригадный генерал, командир 1-й бригады

### Кавалеры баварского ордена Святого Губерта
- Жан-Луи Риште, 21 октября 1808 – полковник, командир 3-го кирасирского

### Кавалеры ордена Железной короны
- Жан-Мари Дефранс, 23 декабря 1807 – бригадный генерал, командир 1-й бригады
- Жан-Луи Риште, 23 декабря 1807 – полковник, командир 3-го кирасирского

### Командоры первого класса гессенского ордена Людвига
- Жан-Пьер Брюйер, декабрь 1810 – дивизионный генерал, командир дивизии